# Bezzia mongolica
Bezzia mongolica är en tvåvingeart som beskrevs av Remm 1972. Bezzia mongolica ingår i släktet Bezzia och familjen svidknott. Inga underarter finns listade i Catalogue of Life.